# Convent
Convent es un lugar designado por el censo ubicado en la parroquia de St. James en el estado estadounidense de Luisiana. En el Censo de 2010 tenía una población de 711 habitantes y una densidad poblacional de 51,49 personas por km².

## Geografía
Convent se encuentra ubicado en las coordenadas 30°0′49″N 90°49′10″O / 30.01361, -90.81944. Según la Oficina del Censo de los Estados Unidos, Convent tiene una superficie total de 13.81 km², de la cual 10.07 km² corresponden a tierra firme y (27.09%) 3.74 km² es agua.

## Demografía
Según el censo de 2010, había 711 personas residiendo en Convent. La densidad de población era de 51,49 hab./km². De los 711 habitantes, Convent estaba compuesto por el 32.07% blancos, el 65.82% eran afroamericanos, el 0.14% eran amerindios, el 0.14% eran asiáticos, el 0% eran isleños del Pacífico, el 0.98% eran de otras razas y el 0.84% pertenecían a dos o más razas. Del total de la población el 1.27% eran hispanos o latinos de cualquier raza.